# Rivière Main
Pour les articles homonymes, voir Main (homonymie).
La rivière Main (anglais : Main River) est un cours d'eau situé à l'Ouest de Terre-Neuve, au sud de la péninsule Northern. La rivière a été désignée comme rivière du patrimoine canadien en 2001 et son bassin a été désigné comme parc provincial en 2009.

## Géographie
La rivière Main prend sa source au sommet des monts Long Range à une altitude de 675 m.  Elle coule dans une direction sud-est pour se jeter 57 km plus loin dans la baie White près du village de Sop's Arm. Ses deux principaux éléments remarquables sont le Big Steady, une vallée tranquille située dans une forêt-parc peuple de forêts anciennes et un canyon de huit kilomètres près de son embouchure. Elle n'a aucune communauté sur son parcours et elle est considérée comme l'une des dernières rivières sauvages de Terre-Neuve.

## Histoire
Les plus anciens artéfacts trouvés dans le bassin datent d'il y a environ 5 000 ans parc la culture amérindienne Archaïque maritime. Elle fut remplacée par la culture de Dorset il y a 2 600 ans, jusqu'à il y a 900 ans. Ces paléo-esquimaux furent remplacés par un peuple amérindien, les Béothuks.
En 1991, la rivière fut mise en nomination comme rivière du patrimoine canadien.  Elle fut finalement reconnue en 2001. Le 28 août 2009, le gouvernement de Terre-Neuve-et-Labrador annonça la création du parc provincial aquatique de la Rivière-Main, d'une superficie de 152 km2 dans le but de protéger la rivière. Il est entouré d'une zone de gestion spéciale de 49 km2 qui servira de zone tampon.